# Regolamento di competenza (ordinamento civile italiano)
Il regolamento di competenza è previsto e disciplinato dagli artt. da 42 a 50 e gli artt. 310, 375, 380ter del c.p.c.
Nasce come rimedio per la soluzione dei conflitti di competenza. Ora è un mezzo di impugnazione, esclusivo o alternativo, concesso alle parti avverso i provvedimenti contenenti almeno un capo sulla competenza. È bene sottolineare che il regolamento di competenza è utilizzabile contro tutte le sentenze che decidano della competenza e non ha rilevanza che si tratti di sentenze di primo, di secondo o magari di unico grado. I presupposti, dunque, per l'utilizzazione di questo mezzo di impugnazione stanno nel contenuto del provvedimento.
L'organo previsto per la sua risoluzione è la Cassazione, che statuisce quale sia il giudice legittimato in ordine alla controversia.
Prevede l'istanza proposta dalle parti o dal giudice, e il ricorso.

## Ratio
Il rimedio in esame, secondo le intenzioni del legislatore, risponde a ragioni di economia processuale in quanto mira ad accelerare la definizione della questione di competenza (Cass., S.U., 31.7.2014, n. 17443), determinando inoltre la sospensione automatica del processo di merito.
Rispetta inoltre i principi costituzionali di cui all'art 3, co 2 Cost, recante il principio di uguaglianza sostanziale, e di cui all'art 25 Cost, per cui "Nessuno può essere distolto dal giudice naturale precostituito per legge". Secondo proprio questi due articoli sopraccitati, attore e convenuto non possono scegliere il giudice adito, ma devono attenersi ai criteri stabiliti da legge per l'individuazione.

## Soggetti legittimati
Può essere proposta dal giudice o dalle parti
Quando è proposta d'ufficio dal giudice (solo nelle ipotesi previste dall'art 28 cpc), dinanzi al quale viene riassunta la causa, il regolamento non è un mezzo di impugnazione ordinario, ma un rimedio preventivo del conflitto, in quanto non è richiesta la soccombenza di una delle parti, ma serve solamente per risolvere conflitti di competenza, per materia valore e territorio, sorti fra giudici diversi.
Al contrario, il regolamento di competenza su istanza di parte è un mezzo d'impugnazione ordinaria la cui tempestiva proposizione impedisce il passaggio in giudicato formale, ai sensi dell'art 324 cpc.

## Distinguo
L'istanza di regolamento si propone con ricorso alla Corte di cassazione al fine di risolvere in modo definitivo un conflitto tra giudici di merito. La pronuncia ha natura sostitutiva.
Si distingue fra: 
- Regolamento necessario - art 42 cpc Esso è l'unico rimedio esperibile per i provvedimenti (cioè ordinanze) che hanno ad oggetto solamente la questione di competenza. "Necessario" qui non vuol dire obbligatorio, ma che è l'unico mezzo per ridiscutere quella questione di competenza.
- Regolamento facoltativo - art 43 cpc Esso è uno dei rimedi esperibili per i provvedimenti (cioè le sentenze) che hanno deciso anche il merito. "Facoltativo" significa concorrente con altri mezzi di impugnazione, nel senso che la questione di competenza può essere ridiscussa anche con l'appello o il ricorso in cassazione, cioè attraverso i normali mezzi di impugnazione, a seconda che la sentenza che ha deciso sulla competenza e sul merito, sia appellabile oppure ricorribile in cassazione.

Nonostante la distinzione, il regolamento di competenza è un unico mezzo di impugnazione, che ha una disciplina unitari e produce sempre gli stessi effetti.

### Concorso con altri mezzi di impugnazione
Dato il concorso tra i normali mezzi di impugnazione e il regolamento facoltativo, bisogna vedere come si coordinano tra di loro i due strumenti.
Innanzitutto per poter discutere la questione di competenza con mezzo ordinario (appello o cassazione) è necessario che, oltre alla competenza, sia impugnato anche il merito (art 43, I cpc). Non è possibile impugnare con mezzo ordinario solo la questione di competenza. Occorre precisare che, analogamente a quanto previsto per il Regolamento di giurisdizione, la Cassazione intende per "merito" qualsiasi questione, anche di rito, diversa dalla competenza, purché idonea ad essere decisa con sentenza.
Precisato ciò, veniamo ora alle regole di coordinamento: 
1. Prima regola: se il regolamento di competenza è proposto prima della impugnazione ordinaria, i termini per proporre l'impugnazione ordinaria si sospendono in attesa che sia deciso il regolamento. Se la ordinanza che decide il regolamento conferma la competenza del primo giudice, i termini riprendono a decorrere e può essere proposta l'impugnazione ordinaria (solo per la parte relativa al merito, e non per la competenza, perché questa ormai è stata decisa). Se invece, in sede di regolamento si dichiara che il primo giudice non è competente, allora i termini non decorrono più perché la ordinanza emessa in sede di regolamento, dichiarando incompetente il giudice adito, ha travolto la pronuncia di merito (effetto espansivo interno: art 336, I cpc). Il processo può essere riassunto davanti al giudice indicato come competente dalla sentenza di regolamento.
2. Seconda regola: se prima viene proposta impugnazione ordinaria, le altre parti possono comunque proporre il regolamento di competenza.

#### Conversione
Si può avere inoltre un concorso fra regolamento di competenza e mezzi di impugnazione ordinari anche per la sentenza emessa in grado di appello o in unico grado. in questo caso la concorrenza ha luogo fra ricorso ordinario ex art 360 cpc e regolamento di competenza, le cui somiglianze sono notevoli. Una notevole differenza fra il ricorso ordinario ex art 360 e il regolamento di competenza è data dal termine di proposizione. Il regolamento di competenza va proposto entro 30 giorni dalla comunicazione (art 133, II cpc) del provvedimento da impugnare (art 47, II cpc); per il ricorso in cassazione il termine è di 60 gg dalla notificazione della sentenza o, in mancanza di notificazione, 6 mesi dalla sua pubblicazione, cioè dal deposito della sentenza in cancelleria da parte del giudice (art 133, I cpc).
La seconda differenza è che per il ricorso ordinario è necessario conferire mandato speciale ad un legale iscritto nell'albo dei patrocinanti di fronte ai giudici superiori. Invece il regolamento non necessita di avvocati speciali.
Dati gli elementi in comune, è possibile che si verifichi una conversione:
- l'istanza di regolamento erroneamente proposta può convertirsi in ricorso ordinario
- l ricorso ordinario erroneamente proposta può convertirsi in istanza di regolamento

La conversione è possibile quando l'atto errato ha tutti i requisiti dell'atto giusto: in altri termini, quando l'atto può essere sussunto sotto le norme che disciplinano l'atto giusto.

## Procedimento
Il procedimento è identico per tutte le specie di regolamento.
Il regolamento va proposto alla Corte di cassazione, in un termine di 30 giorni (diverso rispetto ai termini ordinari per le impugnazioni di fronte alla Cassazione: 60 giorni dalla notifica della sentenza, quello breve o 6 mesi dalla pubblicazione della sentenza, quello lungo) dalla comunicazione dal provvedimento che ha pronunciato sulla competenza o dalla notificazione dell'impugnazione ordinaria della controparte nei casi di soccombenza virtuale sulla competenza (in quanto il potere di proporre il regolamento per la parte virtuale nasce nel momento in cui la controparte impugna il merito). Per comunicazione si intende l'avviso che il cancelliere fa, ai legali delle parti, dell'avvenuta pubblicazione (deposito in cancelleria) della sentenza o dell'ordinanza da parte del giudice (art 133, II c.p.c.)
Il ricorso viene notificato alla controparte e depositato nella cancelleria della Corte, alla quale il cancelliere del giudice a quo rimette il fascicolo.
Le altre parti possono così costituirsi di fronte alla Corte depositando i loro atti, dopo di che la Corte decide (con ordinanza: art 375, I n, 4 c.p.c.) in camera di consiglio, sulla base degli scritti difensivi delle parti e statuisce sulla competenza indicando quale sia il giudice competente.
Si forma così il giudicato sulla questione di competenza.
La Corte "statuisce sulla competenza" (art 49, II c.p.c.) indicando il giudice competente. La pronuncia della Corte è vincolante per tutti i giudici dell'ordinamento e il giudice indicato come competente non può "ribellarsi". La questione di competenza è definitivamente chiusa.
Se la Cassazione afferma la competenza del giudice adito, il processo va avanti e gli atti compiuti da quel giudice sono ovviamente validi. Se la Cassazione dichiara l'incompetenza del giudice adito, il processo si azzera e deve essere rincominciato da capo innanzi al giudice indicato dalla cassazione come competente.
Però il processo non viene necessariamente iniziato ex novo, ma può essere anche "trasferito" innanzi al giudice competente con un atto di riassunzione (art 50 c.p.c.)
Presupposto per ricorrere al regolamento è l'ordinanza con cui il giudice ha risolto la questione relativa alla propria competenza od incompetenza. Nota di rilievo merita la riforma operata con L. 18 giugno 2009, n.69, che con l'art 45 ha novellato il codice di rito sostituendo il provvedimento da impugnare (ante 2009 sentenza, oggi ordinanza) ed il provvedimento con cui la Corte di cassazione risolve il conflitto (ante 2009 sentenza, oggi ordinanza).
La prima ipotesi: Regolamento a seguito di ordinanza resa su eccezione d'incompetenza sollevata dal convenuto ex art. 38 1°co. c.p.c.
Con la domanda l'attore ha indicato al convenuto un giudice. Vale la pena ricordare che non si tratta di persona fisica ma di ufficio giudiziario, presso cui costituirsi depositando la comparsa di risposta. Il convenuto ha l'onere di costituirsi ai sensi del 166 c.p.c. "almeno venti giorni prima dell'udienza di comparizione fissata nell'atto di citazione...", e quando si costituisce deve, a pena di decadenza ai sensi dell'art. 38 c.p.c, eccepire l'incompetenza del giudice per materia e valore o territorio derogabile, e se eccepisce quella per territorio derogabile deve indicare il giudice che secondo lui è competente. In caso contrario tale eccezione si considera non proposta. Il giudice, questa volta persona fisica cui è stata assegnata la causa, deve decidere, ai sensi dell'art. 38 3°co., la sola questione di competenza sollevata dal convenuto in base a quello che risulta dagli atti e assunte sommarie informazioni.
Schematizzando:
L'attore sceglie il giudice sulla base delle norme che regolano la competenza, art. 7, 9, 10-15, 17, 18-30bis c.p.c, ecc.
Il convenuto con la comparsa di risposta eccepisce l'incompetenza del giudice, art. 38 1°co.
Il giudice decide con ordinanza sulla sola competenza, si afferma competente e dà i provvedimenti per la prosecuzione della causa, e il convenuto impugna l'ordinanza con regolamento necessario ex art. 42 c.p.c.
Il giudice decide con ordinanza competenza e merito, si afferma competente e accoglie nel merito la domanda del convenuto. Il convenuto non ha interesse ad impugnare l'ordinanza, anche se soccombente riguardo alla competenza. Avendo vinto nel merito, non potrebbe ottenere di più dalla pronuncia resa a seguito dell'impugnazione.
Il giudice decide con ordinanza competenza e merito, si afferma competente e respinge nel merito la domanda del convenuto. Il convenuto può impugnare prima con regolamento facoltativo ex art 43 c.p.c. e poi, se soccombe, impugnerà il merito anche nel ricorso per regolamento.
Se al contrario il giudice decide di non essere fornito di competenza, non può limitarsi a "scaricare" il processo e le parti, ma deve indicare loro quello che secondo lui è il giudice fornito di competenza ai sensi degli artt. 45,50 c.p.c.
A questo punto le parti possono o riassumere la causa davanti al giudice loro indicato nel termine perentorio di tre mesi, oppure l'attore sarà legittimato ad impugnare ex art. 42 c.p.c. l'ordinanza del giudice che lo ha "scaricato".
La seconda ipotesi: Regolamento a seguito di ordinanza resa dal giudice a quo che ha rilevato d'ufficio la propria incompetenza ex art 38 3°co. c.p.c.
Con la domanda l'attore indica il giudice che ritiene competente, il convenuto con la comparsa di risposta non solleva eccezione di competenza, il giudice, che ritiene di essere incompetente, deve rilevare d'ufficio entro l'udienza di prima comparizione delle parti e trattazione della causa ex art. 183 4°co. c.p.c. "...indica le questioni rilevabili d'ufficio delle quali ritiene opportuna la trattazione."
Schematizzando:
L'attore sceglie il giudice.
Il convenuto si costituisce senza eccepirne la competenza.
Il giudice ritiene di non essere competente e indica alle parti un nuovo giudice al quale rivolgersi.
Il secondo giudice ritiene a sua volta di essere incompetente, deve richiedere d'ufficio il regolamento di competenza.
Le parti possono, entro tre mesi, riassumere la causa davanti al nuovo giudice, oppure sollevare regolamento necessario di competenza. Ricordiamo che il regolamento in questi casi è il solo mezzo d'impugnazione, per questo necessario, perché il giudice ha deciso la sola questione pregiudiziale di rito e non ha trattato il merito.
Nell'ipotesi in cui le parti riassumano la causa non sollevando la questione di competenza, il secondo giudice, qualora ritiene a sua volta di non essere competente, solleva regolamento di competenza d'ufficio ai sensi dell'art. 45 c.p.c. e nei modi di cui all'art. 47 4°co. c.p.c. "Il regolamento d'ufficio è richiesto con ordinanza dal giudice, il quale dispone la rimessione del fascicolo d'ufficio alla cancelleria della Corte di cassazione."
Il primo precetto dell'art. 42 recita: "l'ordinanza che, pronunciando sulla competenza anche ai sensi degli articoli 39 (litispendenza e continenza di cause) e 40 (connessione), non decide il merito della causa e i provvedimenti che dichiarano la sospensione del processo ai sensi dell'articolo 295 (sospensione necessaria) possono essere impugnati soltanto con istanza di regolamento di competenza" (cfr. art. 47 cpc. del procedimento di competenza e l'art. 187 delle Disposizioni di Attuazione "regolamento di competenza delle sentenze in materia esecutiva").
Il secondo precetto dell'art. 43 invero dice: "Il provvedimento che ha pronunciato sulla competenza insieme col merito può essere impugnato con l'istanza di regolamento di competenza oppure nei modi ordinari quando insieme con la pronuncia sulla competenza si impugna quella sul merito.
La proposizione dell'impugnazione ordinaria non toglie alle altre parti la facoltà di proporre l'istanza di regolamento (47 cpc).
Se l'istanza di regolamento è proposta prima dell'impugnazione ordinaria, i termini per la proposizione riprendono a decorrere dalla comunicazione dell'ordinanza che regola la competenza; se è proposto dopo, si applica la disposizione di cui all'articolo 48 cpc. (la sospensione dei processi relativamente concernenti la richiesta di regolamento di competenza).
Capita sovente che tra i giudici si crei una sorta di "gerarchia" dove il giudice competente per quella causa sia un giudice superiore (competenza verticale) per quanto concerne il valore della causa.
Il valore viene stabilito (o meglio richiesto) di solito nell'atto di citazione ex art. 163 c.p.c. e poi riconfermato o confutato nella prima udienza dal Giudice adito: egli determinerà il valore effettivo della causa con i documenti necessari (come i resoconti, le scritture contabili, i contratti, le fatture e via discorrendo) e, nel caso dovesse eccedere la sua competenza, avrebbe l'obbligo di dichiararsi incompetente e far "riassumere" la causa ad altro Giudice ma è evidente che non succede quindi viene messo a disposizione questo duplice mezzo di impugnazione (per affermare il concetto che se il giudice adito decide di essere competente, comprendendo anche il merito, emette i relativi provvedimenti e nessuno vi si oppone quando passa in giudicato la sentenza si ritiene sanato questo vizio che ha un problema sia di tipo "processuale" che "decisionale" e quindi giurisdizionale).
Allora una domanda spontanea sorge quando sia emessa sentenza, o ordinanza che ha anche contenuto di sentenza (come le misure cautelari o le cauzioni o l'onere di spese necessarie per l'acquisizione di mezzi di prova), che sia oltre la sua competenza, quale mezzo di impugnazione si può adottare per ovviare il problema della competenza.
La risposta viene facile dalla diretta interpretazione dell'art. 42 che permette il regolamento di competenza "necessario": il quale termine indica con tassatività cosa si può realmente impugnare con questo mezzo (che mette in discussione la competenza del giudice).
La necessarietà dunque risiede nella possibilità di impugnare solo mediante l'ausilio del Regolamento di Competenza le "ordinanze" che non decidano (nemmeno parzialmente) il "merito" della causa e i "provvedimenti" che dichiarano la sospensione del processo a norma dell'art. 295 c.p.c.
È anche vero che entro il termine del primo grado si può operare con il "regolamento di giurisdizione" (art. 41 c.p.c.) che consente di risolvere le questioni di giurisdizione affidando il giudizio alle sezioni unite della Corte di Cassazione le quali operano subito con la sospensione del processo di merito (statuendo indirettamente che non deve essere stato deciso neppure parzialmente il merito altrimenti non si può più impugnare con questo mezzo se non con gli altri mezzi ordinari come l'appello ex art. 339, che in questo caso sarebbe incidentale, il ricorso per cassazione ex art. 360 c.p.c., la revocazione ex art. 395 c.p.c. e l'opposizione di terzo ex art. 404 c.p.c. e con le relative restrizioni e limitazioni)
"se il regolamento di competenza e di giurisdizione si svolgono con giudizio in Corte di Cassazione, allora l'appello è escluso per il principio gerarchico delle impugnazioni nei vari gradi del giudizio?"
La risposta è negativa poiché il regolamento di giurisdizione decide sui provvedimenti di competenza e non anche sul merito (entro il primo grado per la giurisdizione) in qualsiasi momento per il caso di "necessarietà" del regolamento di competenza.
---
Per quanto riguarda invece il Regolamento Facoltativo ai sensi dell'art. 43 c.p.c. riguarda la possibilità di impugnare il provvedimento che si pronuncia sulla competenza e anche il merito che non esclude però la possibilità di impugnare con i mezzi ordinari (nei tempi stabiliti) e purché si impugni anche il merito e non il solo provvedimento sulla competenza.
Questo mezzo consente al tempo stesso di separare le varie fattispiecie riguardanti il giudizio: chi impugna il provvedimento non impedisce all'altra parte di impugnare il merito.
Quindi la "facoltatività" sta nel fatto che si può impugnare anche con mezzi ordinari la competenza (insieme col merito).
Se viene esercitato prima il regolamento di competenza i termini per impugnare con i mezzi ordinari vengono riaperti con la comunicazione dell'ordinanza: questo conferma l'importanza del regolamento che viene "cronologicamente" prima delle altre categorie di impugnazioni (e prima ancora dell'astensione del giudice ex art. 51 c.p.c. e della ricusazione del medesimo ex art. 52 c.p.c.).
---
Come si svolge questo procedimento: l'art. 47 c.p.c. "descrive" la norma stabilendo che si deve instaurare il procedimento mediante la proposta alla Corte di Cassazione, con ricorso sottoscritto dal procuratore o dalla parte se questa si è costituita personalmente. il ricorso va notificato alle parti che non vi hanno aderito entro il termine perentorio di giorni trenta (30) dalla comunicazione dell'ordinanza che abbia pronunciato sulla competenza, o dalla comunicazione dell'impugnazione ordinaria.
Le parti naturalmente possono aderire ed è rilevato dalla sottoscrizione comune del ricorso.
In caso ci sia "conflitto di competenza" come previsto dall'art. 45 c.p.c. il regolamento è chiesto dal giudice il quale dispone la rimessione del fascicolo d'ufficio alla cancelleria della Corte di Cassazione.
Naturalmente in questo procedimento le parti alle quali è notificato il ricordo o comunicata l'ordinanza del giudice (di rimessione) hanno venti giorni per presentare (e depositare) scritture difensive e documenti.
Il processo relativo al Regolamento viene sospeso (48 c.p.c.) salvo che il giudice ritenga necessario il (solo) compimento di atti urgenti.
Nasce così un nuovo dubbio: una volta instaurato il procedimento con regolamento di competenza "facoltativo", che include anche il merito, cosa accade ai provvedimenti cautelari e preventivi emanati durante la prima udienza?
A questo quesito si può rispondere così (con riserva di incertezza sull'applicazione della norma): il regolamento sospende il processo e anche il giudizio di merito e i possibili provvedimenti cautelari già emanati vengono sospesi automaticamente visto e previsto il procedimento, che si svolge presso i giudici della Corte di Cassazione a sezioni unite.
In aggiunta e a conferma di questa spiegazione, l'art. 367 c.p.c., non indicando espressamente gli effetti della sospensione, si rivela generale così da estendere automaticamente gli effetti della sospensione anche ai provvedimenti cautelari che sono atti del processo e l'art. 298 c.p.c infirma la validità di questo precetto.